# Pikachurina

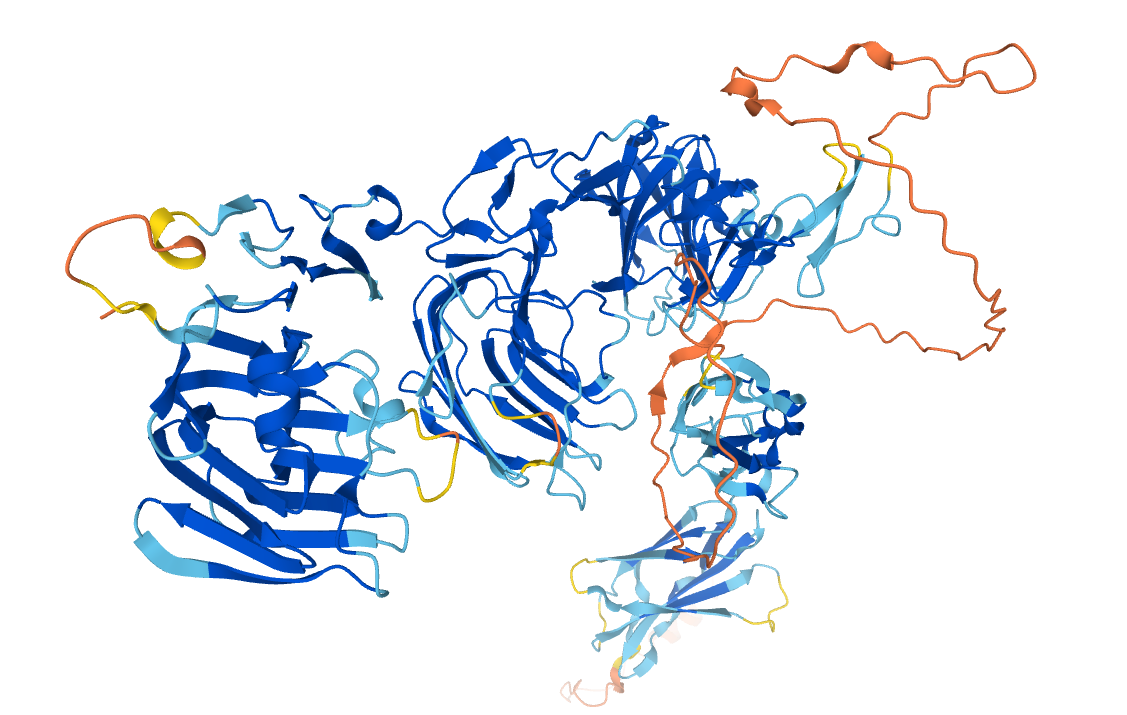

La pikachurina és una proteïna retinal de la matriu extracel·lular que està situada en l'esquerda sinàptica de la sinapsi en cinta del fotoreceptor.
La seva actuació amb el distroglicà és de gran rellevància per les interaccions precises entre la sinapsi en cinta del fotoreceptora i les cèl·lules dendrítiques bipolars.
A més, s'ha demostrat que intervé en les funcions fisiològiques de la percepció visual i es creu que aquesta descoberta podria esclarir els mecanismes moleculars subjacents a les anomalies electrofisiològiques de la retina observades en individus amb distròfia muscular de Duchenne i Becker.

## Història
La pikachurina va ser descrita per primer cop al 2008 per Shigeru Sato et al., un grup de 18 científics japonesos de l'Institut de Biociència d’Osaka (OBI). Aquesta proteïna està involucrada en la transmissió d’informació visual des de la retina fins al cervell a través del sistema nerviós central. Més específicament, la pikachurina és la responsable d'incrementar la velocitat de transmissió del senyal entre la cèl·lula fotoreceptora i la interneurona bipolar. Aquesta funció va ser la raó per la qual es va decidir anomenar la proteïna en honor a Pikachu, una criatura de la franquícia Pokémon, en presentar una equiparable agilitat i rapidesa.
La pikachurina es va descobrir durant una anàlisi microarray que comparava els perfils d’expressió gènica de les retines de ratolins genoanul·lats amb Otx2 suprimit i ratolins amb gens de tipus salvatge (wild type en anglès). Mitjançant una anàlisi RT-PCR, es va confirmar que el gen Otx2 és el responsable de la regulació de l'expressió de la pikachurina pel fet que els ratolins amb aquest gen inoperant mostraven una absència de pikachurina en la retina. Per tal d’ubicar la proteïna en l'esquerda sinàptica de la sinapsi en cinta del fotoreceptor es van emprar anticossos fluorescents. A més a més, es va utilitzar la selecció de teixit en el qual hi havia disrupció gènica de pikachurina per determinar que aquesta proteïna és necessària per la correcta transmissió sinàptica de senyals i per la funció visual. Finalment, es va demostrar la interacció entre α-distroglicà (DAG1) i la pikachurina a través d'immunoprecipitació.

## Estructura

### Estructura primària

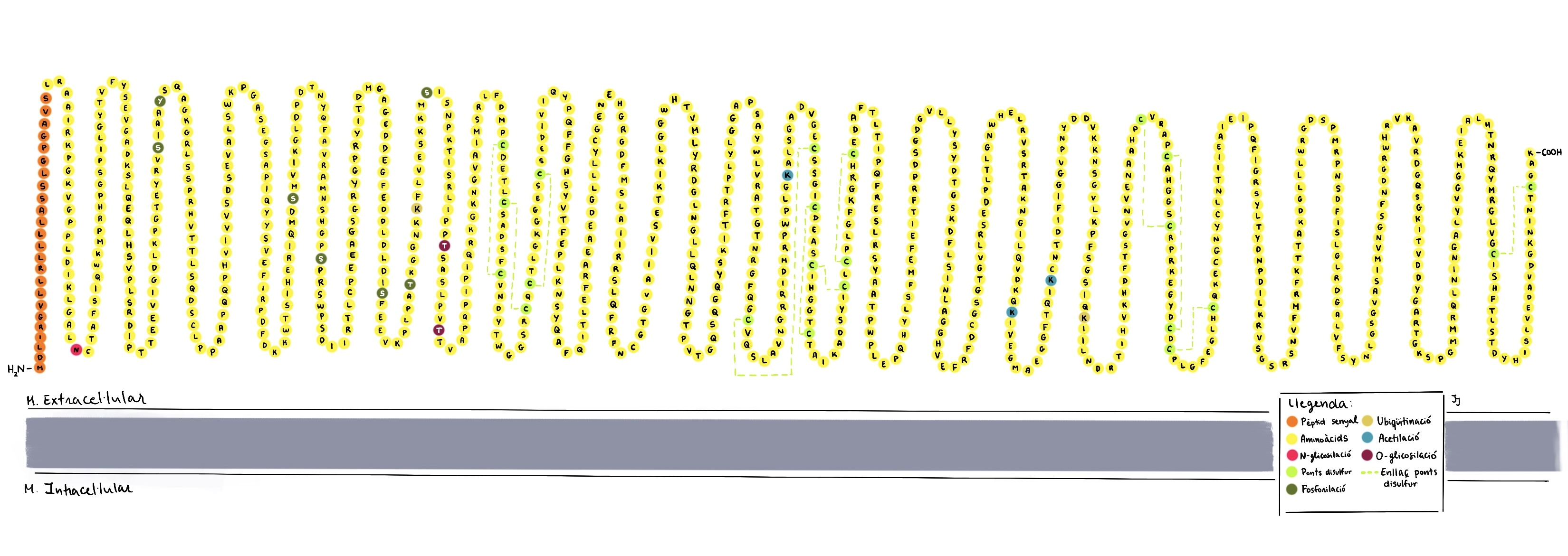
Estructura primària de la Pikachurina amb les modificacions post-traduccionals i els ponts disulfur.

La pikachurina és una proteïna extracel·lular que consta de 1.017 aminoàcids, els primers 24 dels quals formen un pèptid senyal, i té una massa molecular de 111.271 Daltons.

### Estructura secundària i terciària
Actualment se sap que aquesta proteïna té com a motiu la seqüència de pèptid senyal prèviament mencionada i també té les modificacions post-traduccionals següents: 8 fosforilacions (S113, Y117, S127, S200, S225, S273, T283 i S298), 2 ubiqüitinacions (K289 i K761) i 3 acetilacions (K554, K715 i K729). També presenta una N-glicosilació a l'asparagina 47 i dues O-glicosilacions que contenen els glucosaminoglicans: sulfat de condroïtina i heparan sulfat amb els que forma agregats d'alt pes molecular a les treonines 312 i 319 de la seva estructura primària. Una altra característica de la proteïna és que té presència d'uns 11 ponts disulfur que es poden explicar gràcies a la presència de tres tipus de dominis que formen la seva estructura:
- Fibronectina tipus III (FN3):

Aquest domini es caracteritza per tenir una mitjana de 100 aminoàcids i una estructura amb un plegament tipus sandvitx beta amb una làmina que té 4 cadenes β i una altra de 3. Allò que distingeix aquest domini dels altres tipus és l'absència de ponts disulfur en la seva estructura, a més a més s'ha trobat múltiples vegades el motiu RGD en la FN3, que es coneix com la seqüència encarregada de regular els acoblaments de les cèl·lules. FN3 és molt comú en proteïnes extracel·lulars i animals. En aquest cas, se sap que la pikachurina conté dos dominis d'aquest tipus, sent de 96 i 100 aminoàcids de llargària en les posicions 37-136 i 144-239.
- EGF-like:

Aquest domini es caracteritza per ser d'uns 30-40 aminoàcids de llargària dels quals sis són cisteïnes que formen els tres ponts disulfur que distingeixen el polipèptid EGF. Com el domini anterior, està present sobretot en proteïnes animals. Consisteix en dues làmines β que són referides com la làmina major i la menor, ambdues de dues cadenes i aquesta última està enllaçada per un llaç al carboni terminal. Concretament, la pikachurina presenta tres d'aquest tipus de domini, sent de 37, 38 i 39 aminoàcids de llargària i amb les posicions 343-381, 565-602 i 784-820.
- Laminina G-like (LG):

Aquest domini es caracteritza per ser d'una mitjana de 180 aminoàcids de llargària, a més a més de trobar-se normalment en proteïnes extracel·lulars. La laminina consta de tres cadenes, l'alfa, la beta i la gamma. En el carboni terminal de l’alfa es pot distingir 5 dominis LG dels quals els tipus que tenen més relació amb la pikachurina són els LG4 i LG5 que contenen llocs d'unió per les heparines, pels sulfat i pel receptor distroglicà. Una part de l'estructura de la cadena alfa 2 del LG5 s'ha descobert que consta d'un sandvitx beta amb dues làmines β on hi ha 14 cadenes β col·locades antiparal·lelament. La pikachurina presenta tres dominis LG, sent de 179 i dos de 180 aminoàcids de llargària amb les respectives posicions de 386-564, 609-788 i 835-1014.

### Estructura quaternària
Actualment, se sap que aquesta proteïna normalment actua com a monòmer, però pot interaccionar amb l'α-distroglicà (DAG1) com a subunitat i aquest complex que formen és molt important per la connexió sinàptica dels fotoreceptors de la retina.

## Funció
Les interaccions entre la pikachurina i el distroglicà estan àmpliament relacionades amb el manteniment de les estructures de les sinapsis de la retina, les transmissions de senyals sinàptiques i les funcions visuals.
La pikachurina té un processament post-traduccional específic per a cada teixit de la retina, no obstant això, els mecanismes utilitzats per aquest encara han de ser determinats.
Aquesta proteïna extracel·lular de membrana controla la connexió sinàptica normal entre el fotoreceptor i les cèl·lules bipolars de la retina que són essencials per l’augment dels electroretinogrames (ERG) durant l’adaptació a la llum. També és essencial per l’increment de l’ona b fotòpica.
- Interacció de la pikachurina amb el distroglicà

La pikachurina s’uneix directament amb el domini extracel·lular d’un proteoglicà transmembrana anomenat distroglicà, cosa que assenyala que aquesta proteïna és un lligand d’aquest receptor en la retina.La unió depèn del calci i a diferència d'altres lligands del distroglicà és menys sensible a l’inhibició per l’heparina i l'elevada concentració de NaCl. També s’ha estudiat que l’oligomerització de la pikachurina podria induir el correcte assemblatge del complex distroglicà-pikachurina.
Per altra banda, s'ha observat que l'habilitat de la pikachurina per unir-se a un distroglicà, quan aquest està preparat a partir de ratolins deficients en POMGnT1, es veu greument reduïda. Aquest descobriment posa en relleu que per la realització d'aquesta interacció la modificació en la branca O-manosa podria ser de gran importància.
La interacció presinàptica de la pikachurina amb el distroglicà en els terminals dels fotorecepetors és important per la formació d’estructures sinàptiques de cinta i de la mateixa manera per l'electrofisiologia normal de la retina.
Estudis en la Kobe University Graduate School of Medicine apunten al fet que, perquè s’efectuï aquesta interacció, és necessària una determinada estructura estèrica formada pel segon i el tercer domini globular de la laminina.
- Complex distrofina-distroglicà-pikachurina

La pikachurina forma part d’un complex presinàptic amb la subunitat α-distroglicà (DAG1) i la distrofina tant en les sinapsis de les cèl·lules fotoreceptores cons com en els bastonets de la retina. Aquest intervé en la formació de connexions sinàptiques entre els terminals dels axons fotoreceptors i les puntes dendrítiques de les cèl·lules bipolars.
Els defectes de qualsevol d’aquests gens donarà lloc a electroretinogrames (ERG) anormals en els mamífers.

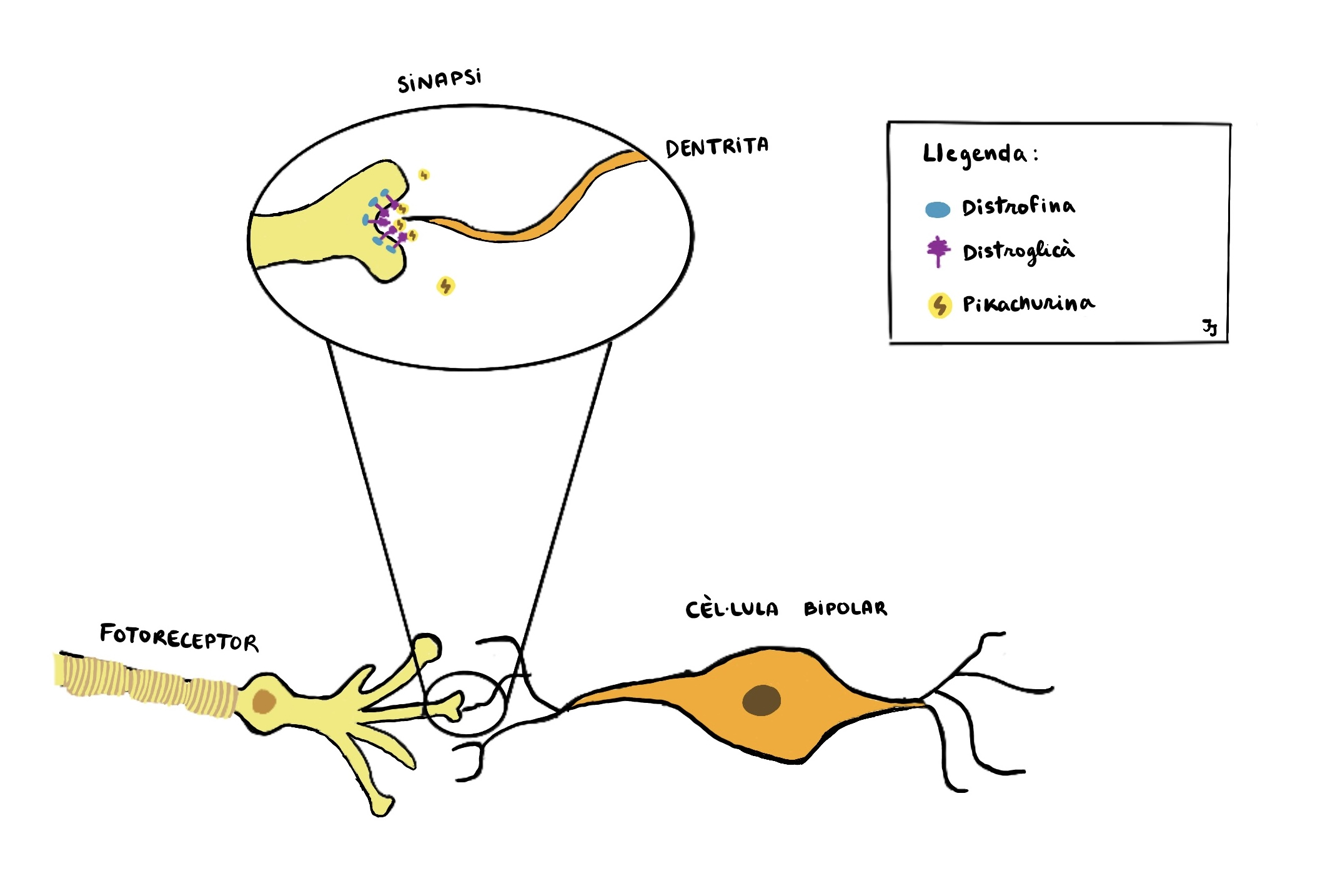
Paper de la Pikachurina en la sinapsi entre cèl·lules bipolars i fotoreceptors.

## Importància mèdica

### Distròfies musculars
S’han trobat diverses relacions entre les mutacions dels gens LARGE1 i POMGnT1 i una alteració en el funcionament de la Pikachurina.
El gen LARGE1 és responsable de codificar un enzim glucosiltransferasa que participa en la glicosilació de l'α-distroglicà (DAG1). Mutacions en aquest gen poden resultar en la síndrome de Walker-Wargurg, un tipus de distròfia muscular que afecta el desenvolupament dels músculs, cervell i ulls. Per altra banda, el gen POMGnT1 participa en la glicosilació O-mannosil, una modificació post-traduccional del α-distroglicà (DAG1). Mutacions en el gen POMGnT1 resulten en la malaltia múscul-ull-cervell (muscle-eye-brain disease (MEB) en anglès), un tipus de distròfia muscular congènita. Ambdós processos post-traduccionals de glicosilació són essencials perquè es doni la unió eficaç entre el distroglicà i la pikachurina. Addicionalment, en models animals amb els gens LARGE1 i POMGnT1 suprimits s’ha observat una alteració severa de la localització de la pikachurina en la capa plexiforme externa sinàptica de la retina, suggerint que aquests gens també estan involucrats en la correcta localització de la proteïna.
Tenint en compte la importància dels gens LARGE1 i POMGnT1 en el funcionament de la pikachurina es pot establir un vincle entre la disfunció de la proteïna i les distròfies musculars que sorgeixen de les mutacions d’aquests gens. Aquest vincle és ressaltat en estudis realitzats sobre ratolins modificats per suprimir l'expressió de pikachurina, ja que aquests animals mostraven una aposició inadequada de les puntes dendrítiques de les cèl·lules bipolars amb les sinapsis en cinta dels fotoreceptors, alteracions de les ones b dels electroretinogrames (ERG), tant en condicions escotòpiques com fotòpiques, i una atenuació de les respostes optocinètiques. Aquestes alteracions representen anormalitats retinals electrofisiològiques similars a les presents en les distròfies musculars causades per mutacions en els gens LARGE1 i POMGnT1, un fet que presenta una possible explicació per la patogènesi molecular de les anomalies oculars d’aquestes distròfies.

### Trasplantament de fotoreceptors
El trasplantament de fotoreceptors és un procediment pel qual es pot salvar la funció retinal de ratolins rd1 (degeneració retinal). En els trasplantaments exitosos hi ha evidències de la formació de connexions sinàptiques entre les cèl·lules del donant i de l'hoste, però es desconeix el mecanisme pel qual ho fan.
En els ratolins de tipus salvatge la formació de la sinapsi en cinta triada és deguda a la col·laboració de moltes molècules entre les quals es troba la pikachurina, la qual pot unir els components pre- i post-sinàptics. En el cas del trasplantament, la pikachurina es pot trobar tant en la retina degenerada com en el citoplasma dels fotoreceptors del donant després del trasplantament. Malgrat això, el nombre de pikachurina puncta en la retina del ratolí rd1 és baix, el que suggereix que la pikachurina només està implicada en una part del procés de connexió sinàptica entre els fotoreceptors del donant i la retina de l’hoste.